# Алеотти, Виттория
Витто́рия Алео́тти (итал. Vittoria Aleotti), предположительно взявшая имя Раффаэлла при постриге (Raffaella Aleotti; не позднее 22 сентября 1575, Феррара — не ранее 1646) — итальянская монахиня-августинка, органист и композитор.

## Биография
Виттория — вторая из пяти дочерей архитектора Джованни Баттиста Алеотти (1546-+1636). В детстве выказала необыкновенные способности к музыке и пению. Под руководством Эрколе Пасквини (Ercole Pasquini) обучалась музыкальной грамоте и в восемь лет уже писала музыкальные композиции, отличавшиеся оригинальностью.

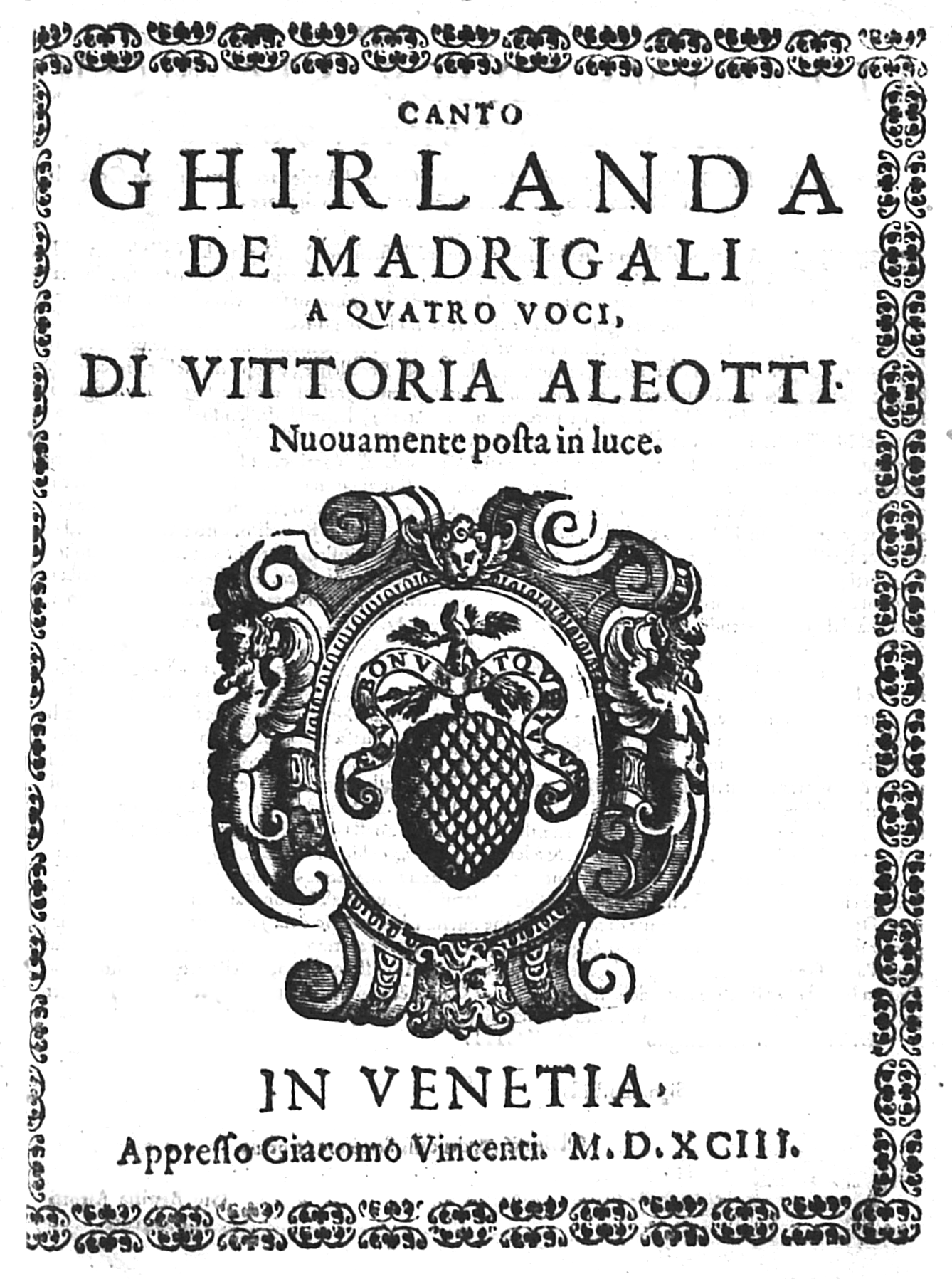
Титульный лист «Ghirlanda de Madrigali» (1593)

В ту эпоху монастырь Augustin de Saint Vito в Ферраре был нечто вроде консерватории; Пасквини посоветовал родителям отдать туда Витторию для продолжения музыкального образования. Девочка так полюбила монастырское уединением, что в 14 лет отказалась его покинуть и постриглась, несмотря на несогласие родных. Была настоятельницей монастыря в 1636—1639 годы.

## Издания
Из произведений её молодости отец выбрал 21 пьесу и, с текстом Гварини, издал в Венеции под названием «Ghirlanda de Madrigali» (1590).